# Saint-Just-en-Chaussée
Saint-Just-en-Chaussée è un comune francese di 5 560 abitanti situato nel dipartimento dell'Oise della regione dell'Alta Francia.

## Società

### Evoluzione demografica
Abitanti censiti